# Only Teardrops (album)
Only Teardrops este albumul de debut al compozitorului danez . Albumul a fost lansat pe 6 mai 2013 de La sfârșitul lunii martie, ea a semnat un contract cu Universal Music.[3] Piesa cu același nume a câștigat  pentru Danemarca.
1. ↑  de, Forest, Emmelie (p 2013), Only teardrops, Sony Music Entertainment Denmark, OCLC 876311071, accesat în 25 februarie 2022 Verificați datele pentru: |date= (ajutor)
2. ↑  Jacobs, Mark (2001), Universal Music Group, Oxford Music Online, Oxford University Press, accesat în 25 februarie 2022
3. ↑  „The Values of Eurovision”, Postwar Europe and the Eurovision Song Contest, 2018, doi:10.5040/9781474276290.0013, accesat în 25 februarie 2022